# Cratere Donner
Donner è un cratere lunare di 55,05 km situato nella parte sud-occidentale della faccia nascosta della Luna.
Il cratere è dedicato all'astronomo francese Anders Severin Donner.

## Crateri correlati
Alcuni crateri minori situati in prossimità di Donner sono convenzionalmente identificati, sulle mappe lunari, attraverso una lettera associata al nome.
| Donner | Coordinate            | Diametro (in km) |
| ------ | --------------------- | ---------------- |
| M      | 32°10′12″S 97°57′36″E | 8                |
| N      | 33°10′12″S 97°11′24″E | 19,91            |
| P      | 33°30′36″S 96°23′24″E | 40,72            |
| Q      | 34°17′24″S 95°37′48″E | 15,61            |
| R      | 34°20′24″S 92°16′48″E | 14,9             |
| S      | 32°01′12″S 93°33′00″E | 23,39            |
| T      | 31°09′00″S 94°46′12″E | 46,21            |
| V      | 30°33′36″S 95°35′24″E | 18,84            |
| Z      | 29°45′36″S 98°05′24″E | 11,4             |